# Blind Guardian
Blind Guardian so power metal skupina iz Krefelda, Nemčija. Njihova glasba je navdihnjena z legendami in epskimi pripovedmi; veliko motivov je iz Tolkienove mitologije, predvsem iz dejanj opisanih v Silmarillionu.

## Zasedba
Trenutna zasedba
- Hansi Kürsch - vokal (+ bas kitara na prvih petih albumih)
- André Olbrich - kitara
- Marcus Siepen - kitara
- Oliver Holzwarth - bas kitara (gost na turnejah)
- Michael »Mi« Schüren - klaviature (gost na turnejah)

Nekdanji člani
- Alex Holzwarth - bobni (začasen član, med poškodbo Staucha)
- Thomas »Thomen« Stauch - bobni (1986 - 2005)

## Diskografija
- Symphony of Doom - 1986 (demo)
- Battalions Of Fear - 1987 (demo)
- Battalions of Fear - 1988
- Follow the Blind - 1989
- Tales from the Twilight World - 1990
- Somewhere Far Beyond - 1992
- Tokyo Tales - 1993 (v živo)
- Imaginations From the Other Side - 1995
- The Forgotten Tales - 1996 (kompilacija)
- Nightfall in Middle-Earth - 1998
- A Night at the Opera - 2002
- Live - 2003 (v živo)
- Imaginations Through the Looking Glass - 2004 (DVD)
- A Twist In The Myth - 2006
- At the Edge of Time - 2010
- Memories of a Time to Come - 2012 (kompilacija)
- Beyond the Red Mirror - 2015
- Legacy of the Dark Lands - 2019
- The God Machine - 2022